# Сесилия Французская
Сеси́лия Францу́зская (фр. Cécile de France; 1097 — после 1145 года) — французская принцесса, дочь короля Филиппа I и его второй жены Бертрады де Монфор.

## Биография
Сесилия была дочерью короля Филиппа I от его второго брака с Бертрадой де Монфор, который церковь считала незаконным.
Её первым супругом был племянник Боэмунда Тарентского Танкред де Отвиль. Супругой Боэмунда была её старшая единородная сестра Констанция. Танкред де Отвиль носил титулы князя Галилеи и Тивериады и регента княжества Антиохия. По желанию Танкреда, высказанному на смертном одре, на Сесилии женился Понс, граф Триполи. Брак Сесилии и Понса датируется 1115 годом. В этом браке было трое детей: Раймунд II, Филипп и Агнес.
В 1133 году войска графа Понса был разбиты туркменами в горах Ансарии, и Понс укрылся в замке Монферран, который вскоре был осаждён. По просьбе Сесилии король Фульк Иерусалимский выступил на помощь осаждённым, и туркмены, узнав о приближении крестоносцев, отступили.
Дата её смерти неизвестна, вероятно, скончалась в 1145 году или позже.

## Семья
- 1-й муж — Танкред де Отвиль (1072 — декабрь 1112) — князь Галилеи и Тивериады (1099—1101, 1109—1112) и регент княжества Антиохия (1100—1103, 1104—1112). Этот брак был бездетным.
- 2-й муж — Понс Триполитанский (1096—1137) — граф Триполи (1112—1137). В этом браке было 3 детей (2 сына и дочь):
  - Раймунд II (ум. 1152) — наследовал отцу;
  - Филипп;
  - Агнес — супруга Рено Мазуара II, сына Рено Мазуара I[фр.][5]